# Антонио Плазибат
Антонио Плазибат (Дугопоље, 12. децембар 1993) је хрватски кик-боксер.

## Аматерска каријера
Плазибат је започео своју аматерску кик-бокс тренирајући у Амено џиму. Његова прва борба била је против Дражена Кураје у полуфиналном мечу Првенства хрватске у кик-боксу 2013. године у категорији до 91 kg. Упркос томе што је био аутсајдер, он је два пута обарао Курају и победио једногласном одлуком судија. У финалу се суочио с Андријом Лекићем с којим се борио с сломљеном руком, али је успео једном да га сруши те га је победио такође једногласном одлуком судија.
Он се поново борио на споменутом првенству и у истој категорији годину дана доцније. Иако је почео с две победе, у трећој рунди је изгубио од Андрије Лекића, али је победио Матијаса Барића и освојио бронзу.
Године 2015. се пласирао у финале и у трилогији са Андријом Лекићем победио га је други пут и освојио турнир.
Следеће године је опет освојио првенство победивши Анту Ширића у финалу једногласном одлуком.

### ШампионатWAKO
Плазиблат се борио на Шампионату WAKO 2015. г. Победио је у прве три борбе, али је у финалу изгубио од Басира Абакарова.
Његово последње учешће на овом турниру је било 2018. г. Победио је на прва три меча и освојио последњу аматерску титулу.

## Професионална каријера

### Рана професионална каријера
Плазиблат је професионални деби имао у августу 2013. против Марка Видовића. Добио је борбу нокаутом у трећој рунди. Успео је исте године да упише још три победе победвиши судијским одлукама Симона Кризманића и Франција Грајша.
Он је после потписао уговор за Фајнал фајт чемпионшип (ФФЦ). Одмах је је био на турниру у супертешкој категорији. Плазибат је у полуфиналу победио Стипу Стипетића техничким нокаутом у другој рунди, а у финалу је победио Митра Дугалића техничким нокаутом у трећој.
Плазибат је забележио још две победе у организацији, савладавши и Бојана Џепину и Даниела Шквора нокаутом. Његов победнички низ му је донео највећу борбу у каријери против Сергеја Маслобојева на ФФЦ 22: Атина такмичењу. Маслобојев га је претукао и победио техничким нокаутом у другој рунди, а прекинуо је лекар јер је Плазибат имао велику посекотину на лицу.

### Суперкомбат
Плазибат се суочо са шампионом Суперкомбата у тешкој категорији Богданом Стојком у јулу 2016 на Светској серији Респект. Победио га је техничким нокаутом у другој рунди. Стојка је пао неколико пута у другој рунди и када више није могао да стоји на ногама, судија је прекинуо меч.
После овог меча, Плазибат је дебитовао у Суперкомбату против Данута Хурдуца августа 2016. године. Он је победио једногласном одлуком судија, оборивши једном противника у другој рудни.
Плазибат је победио и Франка Муњоза 2016. године једногласном одлуком судија.

### K-1
Плазибат је учествовао у К-1 такмичењу у супертешко категорији 2017. у Јапану. Да би се што боље припремио, он је ангажовао бившег првака К-1 Бранка Цикатића у свој штаб. Плазибат је боксовао против Кеј Џија у четвртини финала. У првој рунди га је одмах бацио на под после левог крошеа. Касније у осмој рунди Плазибат је нокаутирао противника ударцем у тело. У полуфиналу се суочио с бившим шампионом у полутешкој категорији Макото Уехараом. Нокаутирао га је летећим коленом у првој рунди. У финалу је победио једногласном одлуком судија Ибрахима Ел Боунија.
Плазибат је одмах изгубио титулу првака К-1 јер је против Роела Манарта поражен 2018. године једногласном одлуком.
После тог пораза је иступио из  К-1 и отишао у сингапурски ONE Championship. Ту је дебитовао против Сергеја Маслобојева исте године. Као и пре две године, Маслбојев га је поново победио и у реваншу.
Плазибат се 2018. г. суочио са Михаилом Туринским на Меморијалном турниру Лудвига Лутка Павловића у лоу-кику. Победио га је нокаутом у трећој рунди.

### Глори
Плазибат је касније напустио свој матични Амено џим и придружио се култном Мајк џиму. Почетком 2019 г., он је потписао уговор с низоземским савезом Глори. Први меч је радио с бившим прваком и ветераном Нордином Махидином у Паризу 2019. г. Плазибат је био замена јер се првобитни противник Махидина повукао због повреде. Чак и као резервиста, Плазибат је победио једногласном судијском одлуком.
Његова друга борба је била против Томаса Мознија исте године у Диселдорфу кога је одмах победио, чак и ако је споро почео меч.
Следећи меч се сусреио са вишеструким шампионом у супертешкој категорији Џафаром Вилнисом крајем 2019. Плазибат је победио, али не једногласном одлуком. Ова победа му је омогућила да буде пети носилац у овом такмичењу.
Плазибат је радио следећу борбу са бившим прваком Ливијем Риџерсом 2020. године. Међутим, он је пребачен да ради са добро познатим ривалом Махиндијем док је Риџерс радио са Вилнисом. Цео догађај је одложен јер се култни кик-боксер Бадр Хари заразио вирусом корона, а он је требало да ради главну борбу те вечери. Догађај је померен за децембар 2020. Плазибат је изгубио подељеном судијском одлуком.
После овог пораза, Плазибат је радио меч против новајлије Тарика Хабабеза на Глорију 77 у јануару 2021. године. Међутим, Плазибат је одбио понуду због озледе десне руке. Тај меч је померен за септембар 2021. на Глорију 78. Плазибат је нокаутиро у другој рунди Хабабеза.
Плазибат је требало да боксује са новајлијом Џејмсом Максвинијем на Глори: Колижн 3 у октобру 2021. г. Међутим, додељен му је нови противник, други носилац такмичења Бенџамин Адегбуи кога је нокаутирао.

## Лични живот
Плазибат је верен дугогодишњом девојком Мартином Дулчић. С њом је добио ванбрачнога сина 2017. године.
 Поред професионалнога кик-бокса, Плазибат је такође и успешан јутјубер.
Велики је обожавалац реп музике, а приватно је добар пријатељ с репером Гршеом. Плазибату је једаред забрањено да изађе уз Гршетову песму Бадр Хари јер је према низоземским рецензентима била „политички некоректна”.
За себе каже да је велики стрипофил и колекционар стрипова. Поред тога, љубитељ је и кинематографије, а поготову српске. Омиљени филмови су му Ране и Видимо се у читуљи.
Завршио је поморску средњу школу.
Његов рођени брат Луциано је професионални плесач.